# Municipio de Platte (Míchigan)
El municipio de Platte (en inglés: Platte Township) es un municipio ubicado en el condado de Benzie en el estado estadounidense de Míchigan. En el año 2010 tenía una población de 354 habitantes y una densidad poblacional de 3,75 personas por km².

## Geografía
El municipio de Platte se encuentra ubicado en las coordenadas 44°44′18″N 85°59′31″O / 44.73833, -85.99194. Según la Oficina del Censo de los Estados Unidos, el municipio tiene una superficie total de 94.49 km², de la cual 94,02 km² corresponden a tierra firme y (0,5 %) 0,47 km² es agua.

## Demografía
Según el censo de 2010, había 354 personas residiendo en el municipio de Platte. La densidad de población era de 3,75 hab./km². De los 354 habitantes, el municipio de Platte estaba compuesto por el 96,89 % blancos, el 2,54 % eran amerindios, el 0,56 % eran asiáticos. Del total de la población el 0 % eran hispanos o latinos de cualquier raza.